# 当摩寿史
当摩 寿史（とうま ひさし）は日本の映画監督。テレビドラマ監督。演出家。脚本家。

## 略歴
中央大学法学部中退。
1983年に助監督として映画業界に入る。『マルサの女2』『スウィートホーム』『あげまん』など伊丹十三監督に信頼を受け、共にした作品も多い。
他に、「タクシードライバー」脚本のポール・シュレイダー、「カッコーの巣の上で」「アマデウス」のミロシュ・フォアマン監督等の合作、『バタアシ金魚』など多数参加。

## 作品

### 映画
- 1992年 日本ビクター新人映像作家シリーズ第3弾『C<コンビニエンス>ジャック』:監督・脚本
- 1998年 『落下する夕方』（監督：合津直枝）原田知世主演映画　COプロデューサー
- 2002年 『うつつ』（監督・脚本）主演・佐藤浩市、宮沢りえ
- 2004年  『最後の恋、初めての恋』（監督・共同脚本）日中合作映画　主演・渡部篤郎、シュー・ジンレイ、ドン・ジェ[1]
- 2005年 『雨よりせつなく』吉元由美原作　田波涼子・西島秀俊主演[2]。

### テレビドラマ[3]
- 1982年 YTV 木曜ゴールデンドラマ『母の殺意』（助監督）
- 1985年 TBS 『赤い秘密』（助監督）
- 1987年 CX 月曜ドラマランド『スケバン保母さん　ツッパリ風雲録』（助監督）
- 1992年 CX 『悪いこと』 第９回（脚本） 第17回（脚本・演出）
- 1996年 NTV 火曜サスペンス劇場『となりの女』（演出）
- 1997年 NTV 火曜サスペンス劇場『向かいの女』（演出）
- 1998年 NTV 火曜サスペンス劇場『月のかたち』作・演出:（民間放送連盟優秀賞、ギャラクシー賞奨励賞受賞）
- 1999年 NTV 火曜サスペンス劇場『真夜中の虹』（演出）
- 2000年 NTV 火曜サスペンス劇場『禁じられた二人』（脚本・演出）
- 2001年 NTV 火曜サスペンス劇場『臨床心理士４』（演出）
- 2002年 NTV 火曜サスペンス劇場『考古学者佐久間玲子２』（演出）
- 2005年 TX スペシャルドラマ『二つの嘘～同窓会殺人事件！』（脚本・演出）
- 2007年 TX スペシャルドラマ『黒い骨』（脚本・演出）
- 2012年 CX 『松本清張没後20年特別企画・危険な斜面』（脚本）
- 2014年 CX 『8.12日航機墜落30回目の夏』（ドラマ演出)
- 2015年 NHK BS1 阪神・淡路大震災20年 『忘れない…にいちゃんのランドセル』（脚本・演出)

他、オリジナル含めドラマ作品多数。